# Collections (Scialpi)
Collections è una raccolta del cantante Scialpi pubblicata nel 2009 dalla Sony Music/RCA.

## Tracce
1. Rocking Rolling
2. L'io e l'es
3. Numero 106
4. Mi manchi tu
5. No high school
6. Pregherei
7. Il grande fiume
8. A... amare
9. Cigarettes and Coffee
10. Commandos
11. Solitario
12. No east, no west